# Билзен
Билзен (на нидерландски: Bilzen) е град в Североизточна Белгия, провинция Лимбург. Намира се на 15 km югоизточно от Хаселт. Населението му е 32 318 души (по приблизителна оценка към 1 януари 2018 г.).

## Известни личности
Родени в Билзен
- Ким Клейстърс (р. 1983), тенисистка
- Камий Юйсманс (1871 – 1968), политик